# Sfragistika
Sfragistika je pomocná věda historická, která všestranně zkoumá znaky pečetí pro účely jejich klasifikace a zároveň jejich celkový vývoj jako historického pramene ve všech jeho souvislostech. Dalším jejím důležitým úkolem je také ověření a datování dokumentů, zejména ve středověku, podle použité pečeti. Svou povahou je proto sfragistika úzce svázaná s diplomatikou.
Název této disciplíny pochází z řeckého slova sfragis tj. pečeť. Používalo se však, zejména ve starší literatuře, také názvu pocházejícího z latinského výrazu pro pečeť – sigillum, pak se hovoří o sigilografii.

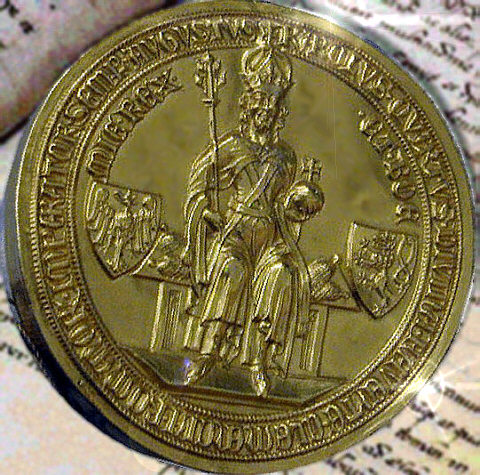
Zlatá bula císaře Karla IV., 1356

## Historie sfragistiky
První zájem na kritické zkoumání pečetí jako ověřovacího prostředku přinesl v roce 1681 ve svém díle De re diplomatica libri sex benediktinský mnich Jean Mabillon. Jednalo se o jeho reakci v konfliktu tzv. diplomatických válek, tj. sporu o pravost některých listin, které vedl s jezuitou Danielem Papenbrochem. Nicméně jeho příspěvek k analýze samotných pečetí byl pouze okrajový a nedá se přímo hovořit o založení oboru jako takového. 
Následující osmnácté století sice přineslo studie a publikace zabývající se pečetěmi, ovšem ve velmi omezené míře, většinou pouze jako doplnění ke studiu heraldiky v případech, kdy pečeť sloužila jako nositel erbu, znaku či případně samotného erbovního znamení. 
Plný rozvoj sfragistiky pak nastal v polovině 19. století a souvisel především s významnými edičními počiny při shromažďování a zpřístupňování středověkého diplomatického materiálu. V Německu se jednalo zejména o ediční řadu Monumenta Germaniae Historica, v našich zemích pak o něco později na počátku 20. století pak o tzv. Český diplomatář. 
Významně se na produkci různých souborů pečetí a prvních příruček ku studiu sfragistiky podílely významné evropské instituce, jako byly vedle zmíněné společnosti při edici Monumenta Germaniae Historica např. pařížská École des chartes a vídeňský Institut für Österreichische Geschichtsforschung. Došlo k vytvoření vlastních badatelských metod a sfragistika se proměnila v samostatnou pomocnou vědu historickou. V dnešní době, kdy právní závaznost pečetí neexistuje a jejich funkce je již pouze dekorativní, se stala sfragistika uzavřenou disciplínou.

## Pečeť
Pod pojmem pečeť chápeme otisk razidla či typáře jednoznačně identifikujícího svého majitele do látky schopné tento otisk uchovat. Názvem pečeť se pak někdy označuje i samotný typář. Funkce pečeti pak byla trojí, jednak uzavírací, kdy pečeť uzavírala a chránila dokument před otevřením; dále pověřovací, kdy se pečetí či pečetním typářem prokazovala osoba na znamení svého poslání a své důvěryhodnosti a konečně ověřovací, kdy svou vahou dodávala listině či dokumentu právní platnost a zajišťovala jeho pravost.
Jako pečetní látka se v nejstarších dobách používala hlína a to již ve 4. tisíciletí před naším letopočtem v Sumeru. V Evropě se v zemích na jih od Alp používalo kovu, nejčastěji olova. Tento typ pečetí se poté označoval jako bula, podle něj pak vzniklo pojmenování samotného druhu listin z papežské kanceláře. V zemích za Alpami se pak kvůli příznivějším klimatickým podmínkám používal vosk, později došlo k vývoji speciálního druhu vosku, který se nazývá španělský pečetní lak. Do vosku se také přidávala určité látky, které ovlivňovaly barvu pečeti. Ačkoliv v některých dobách a prostředí došlo ke vzniku hierarchie jednotlivých barev, přesto záleželo na libovůli pečetitele, jakou barvu použije.
Velikost a tvar pečeti nepodléhaly žádným pravidlům. Opět záleželo na libovůli zhotovitele pečeti. Nejrozšířenější byly pečeti kulaté a to ve všech vrstvách, které s pečetí přišly do styku. 
V církevních kruzích se navíc ujal podlouhle oválný tvar, který byl vhodný pro zobrazení stojící postavy. Šlechtické a městské pečeti používaly také pečeti štítovitého tvaru. V období 16. a 17. století také docházelo k rozvoji nových tvarů jako byly pečeti ve tvaru mnohoúhelníku, čtyřlístkovité pečeti atp. Velikost pečeti závisela na prostředcích, které měl majitel k dispozici. Nejčastěji ji omezovala právě nákladnost pořízení pečetního typáře a také velké množství použitého vosku a obtížnější manipulace se samotnou pečetí. Přesto se ve středověku rozšířil názor, že velikost pečeti reprezentuje postavení svého majitele, takže docházelo k postupnému zvětšování pečetního obrazu, které u nás svého vrcholu dosáhlo za vlády Zikmunda Lucemburského, jehož pečeť měla v průměru 140 mm.
Rozeznáváme dva nejčastější druhy připevnění pečeti a to přivěšení – kdy je spodní okraj listiny přehnut, čímž vzniká tzv. plika, kterou je pak provlečen kus pergamenu, případně pár nití, na které je přitištěna samotná pečeť. Dalším možným způsobem je pak tzv. zavěšení – kdy se spodní část pergamenu listiny vodorovně nařízla zhruba do poloviny a na konec vzniklého proužku (stále připevněného vlastní částí k listině) se připevnila pečeť. Jelikož u voskových pečetí docházelo velmi často k možnému poškození, byly, obzvláště u důležitých a významných listin, uzavírány do kulatých pouzder, vyrobených nejčastěji ze dřeva či plechu, která samotnou pečeť chránila.

## Pečeti římských papežů
Pro papežské prostředí jsou charakteristické olověné buly. Používaly se po celou dobu používání pečetí a jejich vývoj lze zahrnout do třech hlavních období.
7. – 10. století – tato doba je charakteristická nápisovými pečetěmi. Na aversu bylo v genitivu uvedeno jméno papeže, případně jeho monogram. Na reversu pak papežův titul. V tomto období ještě nedocházelo ke zvyku uvádět za jménem papeže jeho pořadové číslo, proto při určování a přiřazování jednotlivých pečetí papežů stejného jména vyvstávají často problémy.
11. století – v této době dochází ke změně pečetního obrazu, kdy je na aversu nejčastěji zpodobněn svatý Petr a na reversu ideální obraz Říma, což souvisí s posílením vlivu církve, která tímto a dalšími prostředky dávala najevo své nároky na vládu nad světem. V tomto období se také objevují na opisech biblické citáty.
1099 – moderní doba – nástupem Paschala II. došlo k zavedení nového typu buly. Na jedné straně bylo uvedeno jméno papeže (od papeže Urbana II. v nominativu) společně s titulem a pořadovým číslem. Na druhé straně byly zpodobněny hlavy apoštolů Petra a Pavla, jež byly odděleny šňůrou perlovce, případně křížem. Horní část pečeti pak vyplňovaly zkratky jejich jmen SPE (sanctus Petrus) a SPA (sanctus Paulus). Ve 14. století dochází k výskytu heraldických prvků, ovšem pouze jako doplňujících pečeť. To trvalo přibližně do konce 17. století, kdy tyto motivy mizí. Naposledy se objevují na pečetech Alexandra VIII. (1689 – 1691).
V papežské kanceláři se používaly v omezené míře také zlaté buly, o kterých se zmiňují prameny už ve 13. století. Nejstarší dochovaný exemplář však pochází až z doby pontifikátu Klementa VII. (1523 – 1534).